# Арега
Арега (порт. Arega)  —  район (фрегезия) в Португалии,  входит в округ Лейрия. Является составной частью муниципалитета  Фигейро-душ-Виньюш. По старому административному делению входил в провинцию Бейра-Литорал. Входит в экономико-статистический  субрегион Пиньял-Интериор-Норте, который входит в Центральный регион. Население составляет 1154 человека на 2001 год. Занимает площадь 28,49 км².
Покровителем района считается Дева Мария (порт. Nossa Senhora da Conceição).